# سنوخس عصوي كاذب

الجنس سنوخس عصوي كاذب هو من المخرمات الأحادية المنشأ التي تنتمي إلى شعبة الديدان المفلطحة الطفيلية. كشف البحث في هذا الجنس عن وجود أكثر من 70 نوعا على غلاصم الأسماك البحرية وخصوصا على سمك الهامور الذي يعيش في المياه الساخنة و الشعاب المرجانية . أيضا، تم تسجيل أنواع من هذه الطفيليات في البحر الأبيض المتوسط .

## الملامح الخارجية
الأنواع التي تعود لجنس Pseudorhabdosynochus ديدان صغيرة يتراوح طولها بين 0.3–1 ملم.
مثل جميع المخرمات الأحادية المنشأ، هي مسطحة وتملك أبسط التراكيب لجميع الديدان. تضم الجهة الخلفية على جهاز التثبيت واحد Monopisthocotylea . يتميز هذا الجنس عن باقي الأجناس التي تنتمي إلى فصيلة Diplectanidae بعضو السفاد الذي يأخذ شكلا فريدا من نوعه (أربع حجرات) ويلعب شكل المهبل دورا رئيسيا في التفريق بين أنواعه . وفقا لJustine عام 2007، الهيكل الرئيسي للمهبل كالتالي: بوق (Trompette) ، قناة رئيسية (Canal principal) ، غرفة رئيسية (Chambre principale) ، غرفة ثانية (Chambre secondaire)، قناة ثانوية (Canal secondaire). هذه الطفيليات هي حيوانات ثنائية الجنس خنثى و يتّم إخصاب البيض داخل الجسم وهي عملية تسمى الإخصاب الداخلي.

## رواق

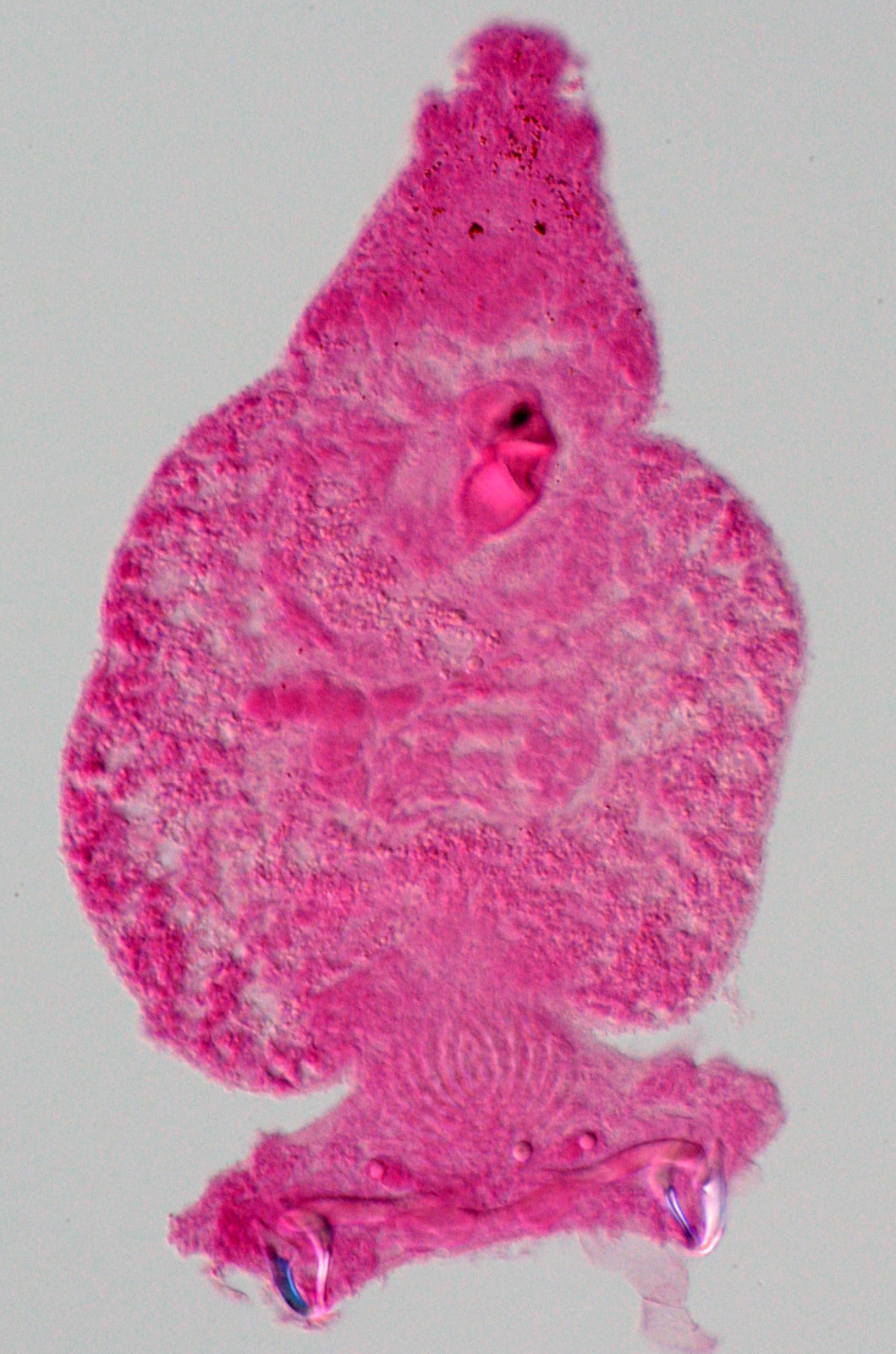
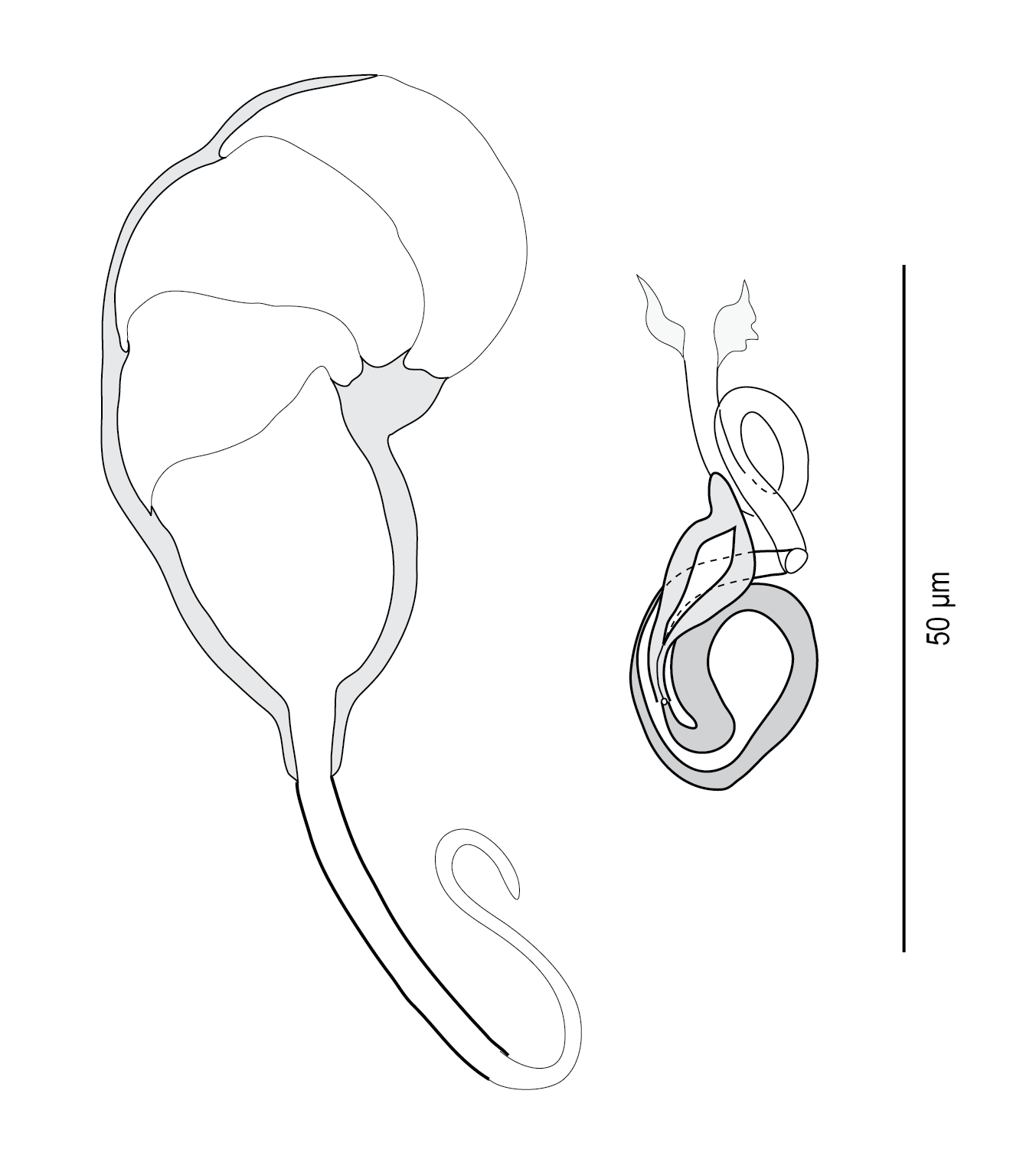
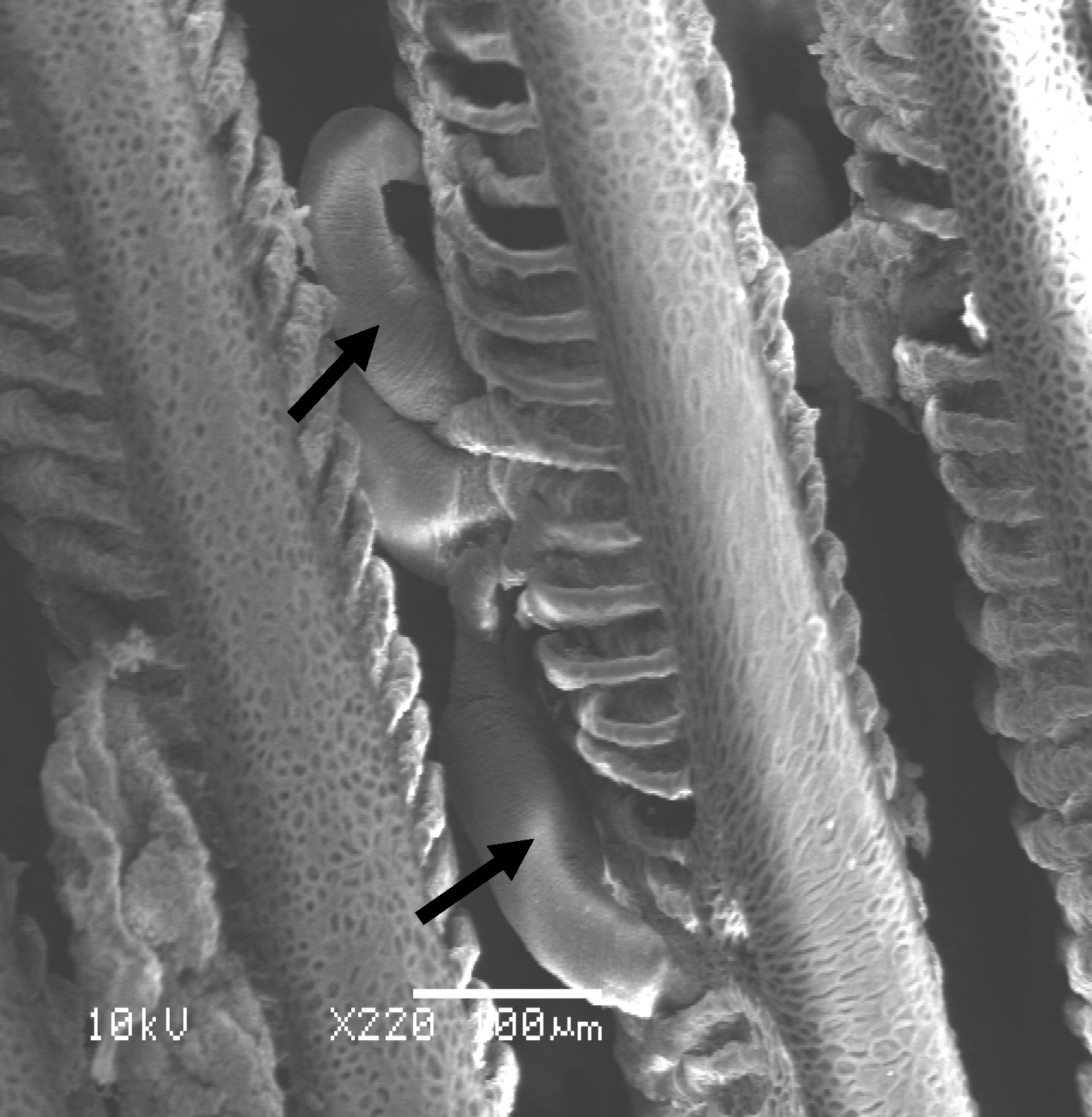

## مضيف
الأنواع التي تعود إلى جنس  Pseudorhabdosynochus  تتطفل على غلاصم الأسماك البحرية التي تنتمي معظمها إلى فصيلة Epinephelidae نذكر منها خاصة سمك الهامور.أظهرت الدراسات الحالية أن
 جدري ، Mycteroperca ،  Paranthias ،  Cephalopholis  و  هامور (جنس) هي الأجناس المضيفة له.
أنواع قليلة تم العثوع عليها في خلاصم  Alphestes  و  Paralabrax . مثل معظم المخرمات الأحادية المنشأ التي تنتمي إلى فصيلة Diplectanidae، مختلف الأنواع المذكورة من جنس  Pseudorhabdosynochus  تعرف عموما بصرامة تعلقها بالمضيف أي تتطفل على نوع واحد من المضيف (spécificité stricte). من ناحية أخرى، يعدالهامور من الأسماك التي تؤوي عددا هاما من أنواع الطفيليات الخارجية خير مثال خلاصم سمكة الهامور  Epinephelus maculatus  التي تحتوي على 8 أنواع من جنس  Pseudorhabdosynochus  وأيضا خلاصم سمكة الهامور هامور مليبار (سبعة أنواع).

## لائحة الأنواع
تم إصدار قوائم الأنواع من قبل Justine عام 2007
 و Kritsky & Beverley-Burton عام 1986 وهي كالتالي:
| - P. americanus ‏ (Price, 1937) Kritsky & Beverley-Burton, 1986 - P. amplidiscatus ‏ (Bravo-Hollis, 1954) Kritsky & Beverley-Burton, 1986/> - P. anulus ‏ Mendoza-Franco, Violante-Gonzalez & Herrera, 2011"/> - P. argus ‏ Justine, 2007 - P. auitoe ‏ Justine, 2007 - P. bacchus ‏ Sigura, Chauvet & Justine, 2007 - P. beverleyburtonae (Oliver, 1984) Kritsky & Beverley-Burton, 1986 - P. bocquetae ‏ (Oliver & Paperna, 1984) Kritsky & Beverley-Burton, 1986 - P. bouaini ‏ Neifar & Euzet, 2007 - P. buitoe ‏ Justine, 2007 - P. caballeroi ‏ (Oliver, 1984) Kritsky & Beverley-Burton, 1986 - P. calathus ‏ Hinsinger & Justine, 2006 - P. caledonicus ‏ Justine, 2005 - P. capurroi ‏ Vidal-Martinez & Mendoza-Franco, 1998 - P. chauveti ‏ Sigura & Justine, 2008 - P. chinensis ‏ Zhang & Liu, 2001 - P. coioidesis ‏ Bu, Leong, Wong, Woo & Foo, 1999 - P. crassus ‏ Schoelinck & Justine, 2011 | - P. cuitoe ‏ Justine, 2007 - P. cupatus ‏ (Young, 1969) Kritsky & Beverley-Burton, 1986 - P. cyanopodus ‏ Sigura & Justine, 2008 - P. cyathus ‏ Hinsinger & Justine, 2006 - P. dionysos ‏ Schoelinck & Justine, 2011 - P. dolicocolpos ‏ Neifar & Euzet, 2007 - P. duitoe ‏ Justine, 2007 - P. enitsuji ‏ Neifar & Euzet, 2007 - P. epinepheli ‏ (Yamaguti, 1938) Kritsky & Beverley-Burton, 1986 /> - P. euitoe ‏ Justine, 2007 - P. exoticoides ‏ Justine & Henry, 2010 - P. exoticus ‏ Sigura & Justine, 2008 - P. fuitoe ‏ Justine, 2007 - P. fulgidus ‏ Mendoza-Franco, Violante-Gonzalez & Herrera, 2011 - P. guerreroensis ‏ Mendoza-Franco, Violante-Gonzalez & Herrera, 2011 - P. guitoe ‏ Justine, 2007 - P. hargisi ‏ (Oliver & Paperna, 1984) Santos, Buchmann & Gibson, 2000 - P. hirundineus ‏ Justine, 2005 - P. huitoe ‏ Justine, 2007/> - P. inversus ‏ Justine, 2008 - P. jeanloui ‏ Knoff, Cohen, Cárdenas, Cárdenas-Callirgos & Gomes, 2015 | - P. justinei ‏ Zeng & Yang, 2007 - P. kritskyi ‏ Dyer, Williams & Bunkley-Williams, 1995 - P. lantauensis ‏ (Beverley-Burton & Suriano, 1981) Kritsky & Beverley-Burton, 1986 - P. maaensis ‏ Justine & Sigura, 2007 - P. magnisquamodiscum ‏ (Aljoshkina, 1984) Santos, Buchmann & Gibson, 2000 - P. malabaricus ‏ Justine & Sigura, 2007 - P. manifestus ‏ Justine & Sigura, 2007 - P. manipulus ‏ Justine & Sigura, 2007 - P. marcellus ‏ Justine & Sigura, 2007 - P. maternus ‏ Justine & Sigura, 2007 - P. melanesiensis ‏ (Laird, 1958) Kritsky & Beverley-Burton, 1986 - P. minutus ‏ Justine, 2007 - P. monaensis ‏ Dyer, Williams & Bunkley-Williams, 1994 - P. morrhua ‏ Justine, 2008 - P. pai ‏ Justine & Matthias, 2009 - P. podocyanus ‏ Sigura & Justine, 2008 - P. quadratus ‏ Schoelinck & Justine, 2011 - P. querni ‏ (Yamaguti, 1968) Kritsky & Beverley-Burton, 1986 - سنوخس عصوي كاذب ملكي Chaabane, Neifar & Justine, 2015 - P. riouxi ‏ (Oliver, 1986) Santos, Buchmann & Gibson, 2000 - P. satyui ‏ Justine, 2009/> | - P. serrani ‏ (Yamaguti, 1953) Kritsky & Beverley-Burton, 1986 - P. shenzhenensis ‏ Yang, Zeng & Gibson, 2005 - P. sinediscus ‏ Neifar & Euzet, 2007 - P. sosia Neifar & Euzet, 2007 - P. spirani ‏ Mendoza-Franco, Violante-Gonzalez & Herrera, 2011 - P. stigmosus ‏ Justine & Henry, 2010 - P. sulamericanus ‏ Santos, Buchmann & Gibson, 2004 - P. summanae ‏ (Young, 1969) Kritsky & Beverley-Burton, 1986 - P. summanoides ‏ Yang, Gibson & Zeng, 2005 - P. tabogaensis ‏ Mendoza-Franco, Violante-Gonzalez & Herrera, 2011 - P. urceolus ‏ Mendoza-Franco, Violante-Gonzalez & Herrera, 2011 - P. vagampullum ‏ (Young, 1969) Kritsky & Beverley-Burton, 1986 - P. variabilis ‏ Justine, 2008 - P. venus ‏ Hinsinger & Justine, 2006 - P. viscosus ‏ Schoelinck & Justine, 2011 - P. yucatanensis ‏ Vidal-Martinez, Aguirre-Macedo & Mendoza-Franco, 1997 |

## علم الأمراض وتربية الأحياء البحرية
لا توجد أي دراسة تبرز خطورة الأنواع التي تنتمي إلى  Pseudorhabdosynochus  على سمك الهامور لكن طفيليات المخرمات
الأحادية المنشأ تلحق أضرارا واضحة بالأسماك وتتراوح هذه الأضرار ما بين المشاركة بالغذاء أو إحداث خدوش أو جروح في الأعضاء الجسمية التي تصيبها.